# ألبيشت دي أرجيش
ألبيشت دي أرجيش هي بلدية تقع في إقليم أرجيش في رومانيا.

## السكان
حسب إحصائيات 2002 بلغ عدد سكان القرية 5,896 نسمة.